# We Be Soldiers Three
We Be Soldiers Three (Roud 8340) is een oud Engels lied dat door Thomas Ravenscroft in 1609 werd uitgegeven in het boek "Deuteromelia: Or the Second part of Musicks melodie".

## Inhoud
Tijdens de Tachtigjarige Oorlog, aan de vooravond van het Twaalfjarig Bestand, komen drie Britse huurlingen die in de Schotse Brigade voor de Republiek der Zeven Verenigde Nederlanden vochten tegen het Spaanse Rijk, terug in hun vaderland. Van hun soldij moesten huurlingen hun eigen wapens en munitie betalen. Ze konden rondkomen, als de soldij tenminste werd uitbetaald, maar hielden niks over. Ze vragen andere gasten in een kroeg om bier te geven aan de helden van de oorlog, maar dreigen met ruzie als ze niet het respect krijgen dat ze verdienen. De Franse zin ("Pardonnez-moi, je vous en prie", "Vergeef me, alstublieft") moet indruk maken en is meer een provocatie en dreigement dan een verontschuldiging.

## Tekst
De tekst uit "Deuteromelia" (1609):
We be Souldiers three,
Pardona moy ie vous an pree.
Lately come forth of the low country,
with neuer a penny of mony.
Here Good fellow I drinke to thee,
Pardona moy ie vous an pree:
To all good Fellowes where euer they be,
with neuer a penny of mony.
And he that will not pledge me this,
Pardona moy ie vous an pree:
Payes for the shot what euer it is,
with neuer a penny of mony.
Charge it againe boy, charge it againe,
Pardona moy ie vous an pree:
As long as there is any incke in thy pen
with neuer a penny of mony.
Opmerking: "mony" wordt meestal geïnterpreteerd als "money", maar zou net zo goed dialect voor "many" kunnen zijn.